# Un mari qui prend du ventre
Un mari qui prend du ventre est une comédie-vaudeville en 1 acte d'Eugène Labiche, représentée pour la 1re fois à Paris au Théâtre des Variétés le 8 avril 1854.
- Collaborateur Marc-Michel.
- Editions Michel Lévy frères.

## Distribution
| Acteurs et actrices ayant créé les rôles |                   |
| Personnage                               | Acteur ou actrice |
| Pigeoret, propriétaire, 44 ans           | Arnal             |
| Le docteur Bernoche                      | M. Mutée          |
| Caboulard, professeur de danse           | M. Henry Alix     |
| Achille, cousin de Célestine             | M. Devaux         |
| Célestine, femme de Pigeoret             | Mlle Alice Ozy    |
| Charlotte, bonne                         | Mlle Potel        |